# 小笠原長武
小笠原 長武（おがさわら ながたけ）は、播磨国安志藩の第5代藩主。忠脩系小笠原家10代。

## 生涯
文化6年（1809年）5月16日、第4代藩主・小笠原長禎の長男として生まれる。文政6年（1823年）8月23日、父の隠居により跡を継ぐ。同年12月16日、従五位下・信濃守に叙任する。
天保10年（1839年）（天保11年（1840年）とも）8月21日に死去した。跡を次男の貞幹（のち忠幹と改名）が継いだ。

## 系譜
- 父：小笠原長禎（1781年 - 1825年）
- 母：不詳
- 正室：鉚 - 松平光行の三女
- 室：武田氏
  - 男子：小笠原棟敬（1829年 - 1863年）
- 生母不明の子女
  - 次男：小笠原忠幹（1827年 - 1865年） - 小笠原忠嘉の養子